# Flemming Røgilds
Flemming Røgilds (født 31. januar 1945 i Aarhus, død 14. oktober 2021 i København) var en dansk digter og kultursociolog. Han var forsker ved Institut for Sociologi, Københavns Universitet. Hans arbejdsområder var etnicitet, kulturmøde, racisme, ungdomskultur.
Flemming Røgilds har udgivet digtsamlinger og har flere gange modtaget kunstydelser og rejsestipendier fra Statens Kunstfond.
Han debuterede i Hvedekorn i 1972 og i bogform i 1973 med digtsamlingen Ekkotyven.

## Udvalgt bibliografi
- i Hvedekorn (1972)
- Ekkotyven (Jorinde & Joringel, 1973)
- Sommerglæder (Attika, 1978)
- Jeg har et par øjne der ikke kan lyve (Borgen, 1980)
- Den fascistiske lærestreg  (Akademisk forlag, 1982)
- Havet slår tiden ihjel (Borgen, 1983)
- Reinkarnationens aske (Borgen, 1985)
- Stemmer i et grænseland - en bro mellem unge indvandrere og danskere? (Politisk Revy, 1995)
- Charlie Nielsens rejse - vandringer i multikulturelle landskaber (Politisk Revy, 2000)
- De udsatte. Bander, kulturmøder, socialpædagogik (Politisk Revy, 2004)
- Jeg elsker fredage. Udvalgte digte (Politisk Revy, 2005)
- Glemsel - mørke - lys (Jorinde & Joringel, 2010)